# Tornus basiglabra
Tornus basiglabra är en snäckart. Tornus basiglabra ingår i släktet Tornus och familjen Tornidae. Inga underarter finns listade i Catalogue of Life.